# GHZ9
La galaxie GHZ9, dénommée également UNCOVER DR2 45758, est une galaxie active, au décalage vers le rouge photométrique de 10,37 et spectroscopique de 10,14, située derrière la lentille gravitationnelle de l’amas de galaxies Abell-2744.
GHZ9 est, à fin 2024, la source de rayons X la plus éloignée détectée par le télescope spatial Chandra, observée en 2023 à 0,5-7 keV . 

## Caractéristiques
Sa spectroscopie a été réalisée avec l’instrument NIRSpec PRISM du télescope spatial James Webb, lors de deux observations, effectuées respectivement, le 24 octobre 2023 et le 5 juillet 2024.  
Le décalage vers le rouge spectroscopique de GHZ9 est établi précisément à  z = 10,145 ± 0.010. Le spectre révèle dans l’ultraviolet plusieurs raies d’émission à haute ionisation, notamment C II, Si IV (silicium), N IV] (azote), C IV, He II, O III, N III] et C III] .
GHZ9 est une galaxie riche en azote (6-9,5 (N/O)⊙), pauvre en carbone (0,2-0,65 (C/O)⊙), pauvre en métaux (Z = 0,01 à 0,1 Z⊙) et compacte (< 106 pc), dont les caractéristiques sont comparables aux galaxies GNz11, GHZ2 / GLASS-z12, ainsi qu’à d’autres galaxies à décalage vers le rouge élevé émettrices d’azote, récemment découvertes .

## GHZ9, galaxie active et galaxie à formation d’étoiles
La comparaison des largeurs équivalentes des éléments chimiques dans le spectre d’une galaxie permet de déterminer leurs abondances, i.e. les proportions de ces éléments dans la galaxie.
Les largeurs équivalentes (en anglais, EW equivalent width) proéminentes des raies spectrales de GHZ9, EW(C IV) ≃ 65Å, EW(O III]) ≃ 28Å, EW(C III]) ≃ 48Å, impliquent la présence d'un champ de rayonnement dû à un noyau actif de galaxie (NAG), tandis que les diagnostics effectués sur les ratios entre les différentes raies d’émission sont  compatibles avec la présence d’un trou noir actif comme source ionisante dominante, ainsi qu’en même temps, avec une galaxie à formation d’étoiles.

## Origine du noyau actif de galaxie de GHZ9
L’exploitation des données recueillies avec les instruments JWST/NIRSpec et NIRCam confirme que GHZ9 possède un NAG. La masse du trou noir est estimée à ∼ 0,5-1,6 x 108M⊙, ce qui est cohérent, soit avec une formation à partir de « graines » de trou noir massives (≥ 106 M⊙) formées à z = 18, ou soit, avec une super accrétion dépassant la limite d’Eddington, d’un trou noir formé à partir d’une « graine » légère de ∼ 102 − 104 M⊙ à z = 25.
Selon les auteurs d’une étude théorique sur les trous noirs primordiaux comme graines des trous noirs supermassifs, les données de GHZ9 favorisent plutôt une graine formée à z ∼ 20-25, assez massive (105 M⊙) et s'accrétant efficacement, mais ne dépassant pas la limite du taux d’accrétion de matière d’Eddington (⟨λE⟩ ≃ 0,9).